# Německé volební společenství
Německé volební společenství (německy Deutsche Wahlgemeinschaft) byla politická formace na území prvorepublikového Československa, která reprezentovala část sudetoněmecké národnostní menšiny.

## Dějiny
Neměla ráz trvalé politické strany. Vznikla jako účelová koalice před parlamentními volbami v roce 1929. Sdružilo se v ní několik tradičních menšinových stran, Německé pracovní a volební společenství, Německý svaz zemědělců a Karpatoněmecká strana.
Podobný název (Německá volební pospolitost, Deutsche Wahlgemeinschaft) měla i kandidátní listina zformovaná před parlamentními volbami v roce 1920. Měla ale zcela jiné složení a s koalici z roku 1929 zde není žádná spojitost.